# Kudrawka (Podlaquia)
Kudrawka [pronunciación en polaco: /kuˈdrafka/] es un pueblo ubicado en el distrito administrativo de Gmina Nowy Dwór, dentro del Condado de Sokółka, Voivodato de Podlaquia, en el norte de Polonia oriental, cercano a la frontera con Bielorrusia. Se encuentra aproximadamente a 6 kilómetros al oeste de Nowy Dwór, a 25 kilómetros al norte de Sokółka, y a 59 kilómetros al norte de la capital regional Białystok.